# Pasuruhan (Mertoyudan)
Pasuruhan is een bestuurslaag in het regentschap Magelang van de provincie Midden-Java, Indonesië. Pasuruhan telt 6709 inwoners (volkstelling 2010).